# Illinois Waterway

Flüsse und Kanäle in der Region Chicago

Die Illinois-Wasserstraße (englisch Illinois Waterway) ist ein System von Flüssen und Kanälen zwischen dem Michigansee und dem Mississippi River. Sie ist 541 km lang. Zusammen mit dem Mississippifluss verbindet sie die Großen Seen mit dem Golf von Mexiko.
Die älteste Verbindung war der rund 155 km lange Illinois- und Michigankanal. Der Bau begann im Jahr 1836 und wurde wegen finanzieller Engpässe des Staates Illinois erst 1848 fertiggestellt. Die meisten Arbeiter waren irischen Ursprungs und manche hatten bereits Erfahrung beim Bau des Eriekanals gesammelt. Seit der Fertigstellung des Kanals hat Chicago eine zentrale Rolle im Transportwesen der Vereinigten Staaten, weil es seitdem eine direkte Verbindung zum Golf von Mexiko hat. Bis 1854 wurde der Kanal auch von vielen Passagierschiffen befahren, was sich dann jedoch mit der Fertigstellung einer parallel zum Kanal verlaufenden Eisenbahnstrecke änderte.
Der Gütertransport erreichte 1882 ein Maximum.
In den Jahren 1892 bis 1900 wurde der 45 km lange größere Chicago Sanitary and Ship Canal (CSSC) gebaut. Der Illinois- und Michigankanal verlor an Bedeutung und wurde 1933 stillgelegt. Seitdem verbindet der CSSC als einziger Wasserweg den Michigansee über den Chicago River mit dem Illinois River, der wiederum in den Mississippi mündet.
1910 kam noch der Norduferkanal (North Shore Canal) hinzu. Er schließt einige Kilometer nördlich von Chicago – in der Vorstadt Wilmette – an den Michigansee an und mündet, noch innerhalb des Stadtgebiets von Chicago, in den Chicago River.
1922 wurde das Wasserstraßensystem um den Calumet-Sag-Kanal erweitert, der südwestlich von Chicago den Sanitary and Ship Canal mit dem Fluss Little Calumet verbindet.

## Sperren und Dämme
| Sperre/Damm Name      | Location    | Meilen vor dem Mississippi | Seehöhe         | Koordinaten                 |
| --------------------- | ----------- | -------------------------- | --------------- | --------------------------- |
| Thomas J. O’Brien L&D | Chicago     | 326                        | 577 Fuß (176 m) | 41°39′7.45″N 87°34′1.24″W   |
| Lockport L&D          | Lockport    | 291                        | 577 Fuß (176 m) | 41°34′8.61″N 88°4′39.29″W   |
| Brandon Road L&D      | Joliet      | 286                        | 539 Fuß (164 m) | 41°30′12.12″N 88°6′11.04″W  |
| Dresden Island L&D    | Morris      | 271                        | 505 Fuß (154 m) | 41°23′52.66″N 88°16′56.42″W |
| Marseilles L&D        | Marseilles  | 245                        | 483 Fuß (147 m) | 41°19′39.77″N 88°45′4.5″W   |
| Starved Rock L&D      | North Utica | 231                        | 458 Fuß (140 m) | 41°19′27.93″N 88°59′10.82″W |
| Peoria L&D            | Peoria      | 157                        | 440 Fuß (134 m) | 40°37′54.84″N 89°37′29.52″W |
| La Grange L&D         | Beardstown  | 80                         | 430 Fuß (131 m) | 39°56′21.21″N 90°32′0.69″W  |

L&D steht für Lock and Dam, also Schleuse und Staustufe.